# Ingvar Carlsson
Gösta Ingvar Carlsson (Borås, 9 novembre 1934) è un politico svedese, Ministro di Stato della Svezia in due diverse occasioni, dal 1986 al 1991 e di nuovo dal 1994 al 1996. È stato leader del Partito Socialdemocratico dei Lavoratori di Svezia dal 1986 al 1996. È noto soprattutto per aver guidato l'entrata della Svezia nell'Unione europea.
Carlsson è stato membro del Riksdag dal 1965 al 1996 in rappresentanza del collegio elettorale della contea di Stoccolma (fino al 1970 alla camera bassa, la Andra kammaren). È stato ministro dell'istruzione dal 1969 al 1973, ministro dell'edilizia abitativa dal 1974 al 1976 e ministro dell'ambiente dal 1985 al 1986. È stato altresì Vice primo ministro dal 1982 al 1986 e ha assunto la carica di Primo ministro svedese dopo l'assassinio del primo ministro Olof Palme nel 1986.

## Biografia
Carlsson è nato a Borås, nella contea di Västra Götaland (allora contea di Älvsborg), in Svezia. Cresciuto in una famiglia della classe operaia, è il terzo figlio del magazziniere Olof Karlsson e Ida, nata Johansson. Ha studiato scienze politiche all'Università di Lund dove si è laureato.

## Carriera politica

### Da segretario politico fino agli incarichi parlamentari e di ministro
Ingvar Carlsson ha iniziato la sua carriera politica nel 1958 come segretario addetto al gabinetto di Tage Erlander, primo ministro e presidente del Partito Socialdemocratico dei Lavoratori di Svezia. Carlsson è stato eletto membro del Parlamento (Riksdag) nel 1965 e nominato ministro per l'istruzione nel 1969. Dal 1973 al 1976 è stato ministro dell'edilizia abitativa. Quando i Socialdemocratici tornarono al potere nel 1982 fu nominato Vice Ministro di Stato da Olof Palme.

### Ministro di Stato della Svezia
Primo ministro dal 1º marzo 1986 al 4 ottobre 1991, 
intraprese un cambiamento liberale cercando principalmente di generare eccedenze di bilancio. Si è dimesso nel 1991 in seguito al rifiuto del Riksdag di una proposta di congelamento temporaneo dei salari, prezzi e affitti. Nel 1994 ha formato un nuovo governo dove ha adottato un programma di austerità corretto, che ha consentito alcuni aumenti salariali.
È sotto il suo governo, il 1º gennaio 1995, che la Svezia è entrata nell'Unione europea.

## Incarico presso le Nazioni Unite
Ingvar Carlsson è presidente della Commissione Indipendente delle Nazioni Unite per il Ruanda.

## Vittorie nel WRC
| Nº | Anno | Rally                     | Copilota     | Vettura       | Squadra                  |
| -- | ---- | ------------------------- | ------------ | ------------- | ------------------------ |
| 1  | 1989 | Rally di Svezia           | Per Carlsson | Mazda 323 4WD | Mazda Rally Team Europe  |
| 2  | 1989 | Rally della Nuova Zelanda | Per Carlsson | Mazda 323 4WD | Mazda Rally Team Belgium |

## Risultati nel mondiale rally

### IRC
- 1971 - BMW 2002 Ti - 13° nel Rally di Svezia
- 1972 - BMW 2002 Tii - 6° nel Rally di Svezia

### WRC
| 1974 | Scuderia   | Vettura                            |     |  |  |  |  |  |     |  |  |  |  |  |  |  |  |  | Punti | Pos. |
| ---- | ---------- | ---------------------------------- | --- |  |  |  |  |  | --- |  |  |  |  |  |  |  |  |  | ----- | ---- |
| 1974 | Entreposto | Datsun 260Z Fiat 124 Abarth Rallye | Rit |  |  |  |  |  | Rit |  |  |  |  |  |  |  |  |  |       |      |

| 1975 | Scuderia   | Vettura                |  |   |  |  |  |  |  |  |  |  |  |  |  |  |  |  | Punti | Pos. |
| ---- | ---------- | ---------------------- |  | - |  |  |  |  |  |  |  |  |  |  |  |  |  |  | ----- | ---- |
| 1975 | Fiat Rally | Fiat 124 Abarth Rallye |  | 5 |  |  |  |  |  |  |  |  |  |  |  |  |  |  |       |      |

| 1976 | Scuderia     | Vettura  |  |     |  |  |  |  |  |  |  |  |  |  |  |  |  |  | Punti | Pos. |
| ---- | ------------ | -------- |  | --- |  |  |  |  |  |  |  |  |  |  |  |  |  |  | ----- | ---- |
| 1976 | SMK Nyköping | BMW 2002 |  | Rit |  |  |  |  |  |  |  |  |  |  |  |  |  |  |       |      |

| 1977 | Scuderia | Vettura     |  |     |  |  |  |  |  |  |  |  |  |  |  |  |  |  | Punti | Pos. |
| ---- | -------- | ----------- |  | --- |  |  |  |  |  |  |  |  |  |  |  |  |  |  | ----- | ---- |
| 1977 |          | BMW 2002 Ti |  | Rit |  |  |  |  |  |  |  |  |  |  |  |  |  |  |       |      |

| 1980 | Scuderia                                                            | Vettura                                            |    |    |   |  |     |  |  |     |  |  |  |  |  |  |  |  | Punti | Pos. |
| ---- | ------------------------------------------------------------------- | -------------------------------------------------- | -- | -- | - |  | --- |  |  | --- |  |  |  |  |  |  |  |  | ----- | ---- |
| 1980 | Scuderia Kassel C. Santos - Mercedes Daimler-Benz Cable-Price Corp. | Mercedes-Benz 280 CE BMW 320 Mercedes-Benz 450 SLC | 11 | 10 | 5 |  | Rit |  |  | Rit |  |  |  |  |  |  |  |  | 9     | 31º  |

| 1981 | Scuderia        | Vettura  |  |     |  |  |  |  |  |  |  |  |  |  |  |  |  |  | Punti | Pos. |
| ---- | --------------- | -------- |  | --- |  |  |  |  |  |  |  |  |  |  |  |  |  |  | ----- | ---- |
| 1981 | Publimmo Racing | BMW 323i |  | Rit |  |  |  |  |  |  |  |  |  |  |  |  |  |  | 0     |      |

| 1982 | Scuderia | Vettura  |  |     |  |  |  |  |  |  |  |  |  |  |  |  |  |  | Punti | Pos. |
| ---- | -------- | -------- |  | --- |  |  |  |  |  |  |  |  |  |  |  |  |  |  | ----- | ---- |
| 1982 |          | BMW 323i |  | Rit |  |  |  |  |  |  |  |  |  |  |  |  |  |  | 0     |      |

| 1983 | Scuderia     | Vettura  |  |    |  |  |  |  |  |  |     |  |  |  |  |  |  |  | Punti | Pos. |
| ---- | ------------ | -------- |  | -- |  |  |  |  |  |  | --- |  |  |  |  |  |  |  | ----- | ---- |
| 1983 | Forenade Oil | BMW 323i |  | 11 |  |  |  |  |  |  | Rit |  |  |  |  |  |  |  | 0     |      |

| 1984 | Scuderia                | Vettura              |     |    |  |  |  |     |  |  |  |  |  |     |  |  |  |  | Punti | Pos. |
| ---- | ----------------------- | -------------------- | --- | -- |  |  |  | --- |  |  |  |  |  | --- |  |  |  |  | ----- | ---- |
| 1984 | Mazda Rally Team Europe | Mazda 323 Mazda RX-7 | Rit | 13 |  |  |  | Rit |  |  |  |  |  | Rit |  |  |  |  | 0     |      |

| 1985 | Scuderia                | Vettura    |  |   |  |  |  |   |  |  |  |  |  |    |  |  |  |  | Punti | Pos. |
| ---- | ----------------------- | ---------- |  | - |  |  |  | - |  |  |  |  |  | -- |  |  |  |  | ----- | ---- |
| 1985 | Mazda Rally Team Europe | Mazda RX-7 |  | 8 |  |  |  | 3 |  |  |  |  |  | 10 |  |  |  |  | 16    | 16º  |

| 1986 | Scuderia                | Vettura       |     |     |  |  |  |  |  |  |     |  |  |    |  |  |  |  | Punti | Pos. |
| ---- | ----------------------- | ------------- | --- | --- |  |  |  |  |  |  | --- |  |  | -- |  |  |  |  | ----- | ---- |
| 1986 | Mazda Rally Team Europe | Mazda 323 4WD | Rit | Rit |  |  |  |  |  |  | Rit |  |  | 10 |  |  |  |  | 1     | 70º  |

| 1987 | Scuderia                | Vettura       |   |   |     |  |  |  |  |  |     |     |  |  |  |  |  |  | Punti | Pos. |
| ---- | ----------------------- | ------------- | - | - | --- |  |  |  |  |  | --- | --- |  |  |  |  |  |  | ----- | ---- |
| 1987 | Mazda Rally Team Europe | Mazda 323 4WD | 4 | 4 | Rit |  |  |  |  |  | Rit | Rit |  |  |  |  |  |  | 20    | 17º  |

| 1988 | Scuderia                | Vettura       |     |   |    |  |  |  |  |  |  |  |  |  |  |  |  |  | Punti | Pos. |
| ---- | ----------------------- | ------------- | --- | - | -- |  |  |  |  |  |  |  |  |  |  |  |  |  | ----- | ---- |
| 1988 | Mazda Rally Team Europe | Mazda 323 4WD | Rit | ? | SQ |  |  |  |  |  |  |  |  |  |  |  |  |  | 0     |      |

| 1989 | Scuderia                                         | Vettura       |   |  |  |  |  |  |   |  |  |     |  |  |   |  |  |  | Punti | Pos. |
| ---- | ------------------------------------------------ | ------------- | - |  |  |  |  |  | - |  |  | --- |  |  | - |  |  |  | ----- | ---- |
| 1989 | Mazda Rally Team Europe Mazda Rally Team Belgium | Mazda 323 4WD | 1 |  |  |  |  |  | 1 |  |  | Rit |  |  | 8 |  |  |  | 43    | 7º   |

| 1990 | Scuderia                | Vettura       |  |  |  |  |  |   |  |  |   |  |  |  |  |  |  |  | Punti | Pos. |
| ---- | ----------------------- | ------------- |  |  |  |  |  | - |  |  | - |  |  |  |  |  |  |  | ----- | ---- |
| 1990 | Mazda Rally Team Europe | Mazda 323 4WD |  |  |  |  |  | 2 |  |  | 5 |  |  |  |  |  |  |  | 23    | 10º  |

| 1991 | Scuderia                | Vettura       |  |   |  |  |  |  |   |  |  |     |  |  |  |  |  |  | Punti | Pos. |
| ---- | ----------------------- | ------------- |  | - |  |  |  |  | - |  |  | --- |  |  |  |  |  |  | ----- | ---- |
| 1991 | Mazda Rally Team Europe | Mazda 323 GTX |  | 4 |  |  |  |  | 8 |  |  | Rit |  |  |  |  |  |  | 13    | 16º  |

| Legenda | 1º posto | 2º posto | 3º posto | A punti | Senza punti | Ritirato | Squalificato | NP=Non partito C=Gara cancellata | Apice=Power stage |